# Boccaccio '70
Boccaccio '70 és una pel·lícula italiana dirigida per Vittorio De Sica, Luchino Visconti, Federico Fellini i Mario Monicelli, estrenada l'any 1962.	

## Argument
Quatre directors italians destacats adapten històries de Giovanni Boccaccio en aquesta comèdia satírica. Les trames inclouen un casament secret a Renzo i Luciana de Moicelli, l'escàndol d'un cartell publicitari a Le Tentazioni l'Dottor Antonio de Fellini, les peripècies d'un comte a Il lavoro de Visconti i una història ambientada a Nàpols a La Riffa de De Sica.

## Repartiment
- Marisa Solinas: Luciana
- Germano Gilioli: Renzo
- Peppino De Filippo: Dr. Antonio Mazzuolo
- Anita Ekberg: Herself
- Tomas Milian: Ottavio
- Romy Schneider: Pupe
- Sophia Loren: Zoe

Els quatre episodis original eren:
- Renzo e Luciana (Mario Monicelli) amb Marisa Solinas i Germano Gilioli.
- Le tentazioni del dottor Antonio (Federico Fellini) amb Peppino De Filippo i Anita Ekberg.
- Il lavoro (Luchino Visconti) amb Romy Schneider i Tomas Milian.
- La riffa (Vittorio De Sica) amb Sophia Loren.

## Comentaris
Un dels innombrables films d'episodis rodats a Itàlia durant els 60, avalat pel prestigi dels seus quatre directors. A l'irregular conjunt destaca el segment de Fellini, on es lliura una de les seves delirants fantasies amb tanta imaginació com sentit de l'humor, justificant per si sol la visió del film. L'episodi de Mario Monicelli va ser eliminat en la majoria de les versions estrenades.